# 로버트 슐
로버트 키저 ("밥") 슐(Robert Keyser "Bob" Schul, 1937년 9월 28일~2024년 6월 16일)은 미국의 장거리달리기 선수로 1964년 도쿄 올림픽 5000 m 금메달리스트이다.
오하이오주 웨스트밀턴에서 태어나 마이애미 대학교 졸업생인 슐은 1963년 팬아메리칸 게임에서 5000 m 동메달을 따고, AAU 5000 m(1964)와 3마일(1965) 타이틀을 우승하였다.
도쿄 올림픽에서 빌리 밀스가 10000 m를 우승하여 주요 전복을 일으킨지 며칠 후에 슐은 미국 장거리달리기 역사상 두배로 신기한 올림픽 우승을 완성하는 데 5000 m에서 금메달을 획득하였다.
슐은 자신의 경력을 마일 선수로 시작하였으나, 더 장기적 거리들로 옮겨 2마일의 세계 기록과 5000 m 미국 기록을 세웠다. 그는 자신의 압도적인 완료 발차기로 명성을 얻었고, 더 많은 상상의 선수들이 일치하지 못한 올림픽 5000 m의 마지막 바퀴에서 54.8초에 돌았다.
1968년 멕시코시티 올림픽을 위한 선발 시합에서 5000 m 6위를 하여 출전하는 데 합격하지 못하였다.